# Ruda Kościelna
Ruda Kościelna – wieś w Polsce położona w województwie świętokrzyskim, w powiecie ostrowieckim, w gminie Ćmielów.
Przez Rudę przepływa Kamienna.
Do 1954 roku istniała gmina Ruda Kościelna. W latach 1975–1998 Ruda Kościelna położona była w województwie tarnobrzeskim.

## Historia
Ruda Kościelna należała kolejno do:

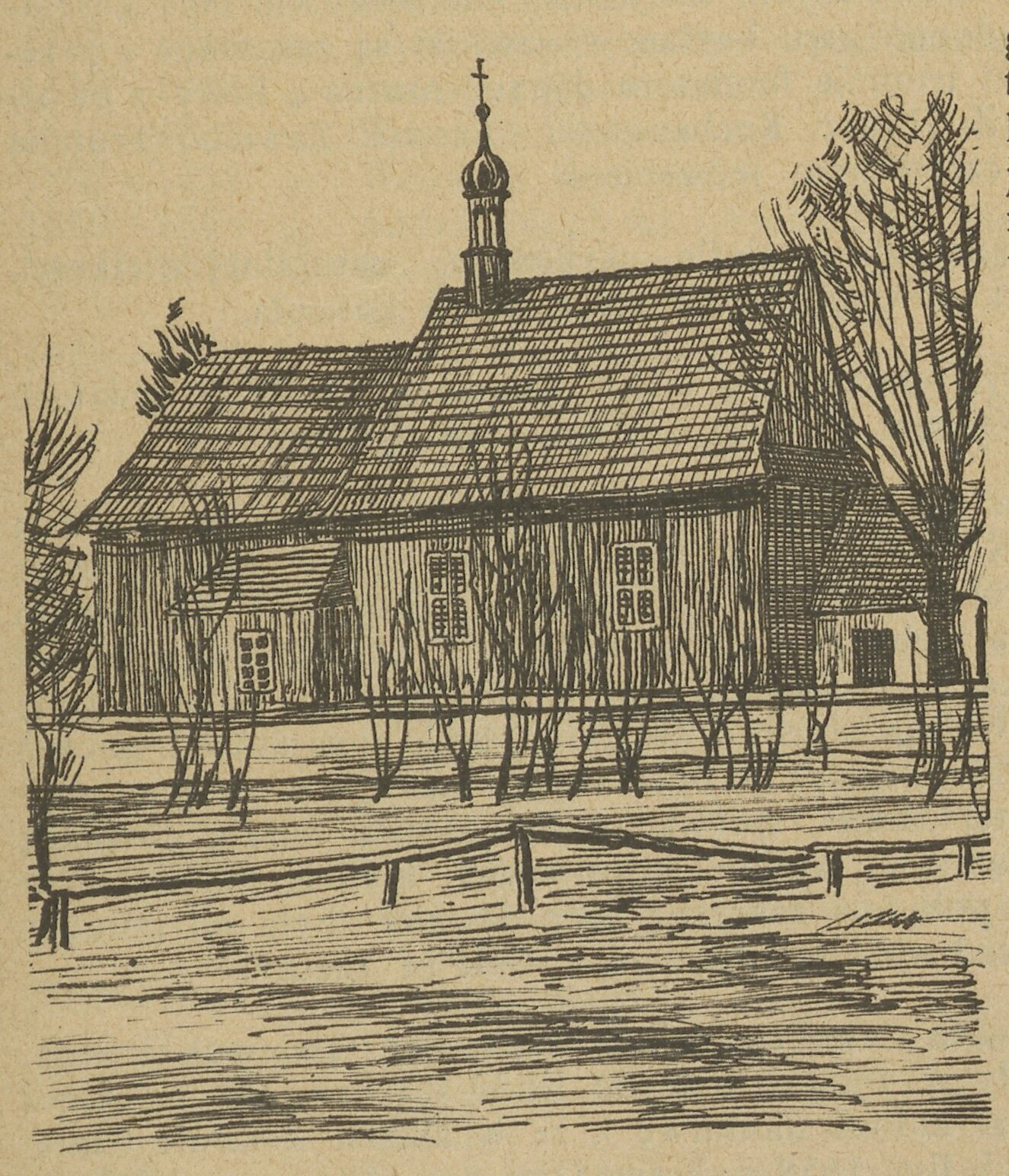
Kościół przed 1907

- Michowskich, którzy sprzedają Rudę Stanisławowi Ramuszowi z Trębanowa w roku 1593,
- Ostrogskich od 1609 roku,

Po śmierci ks. Ostrogskiego wszystkie jego dobra przeszły pod dom Zasławskich najpierw księcia Dominika, potem jego syna Aleksandra. Po książętach Zasławskich dziedziczył ks. Radziwiłł. Ten okres z historii Rudy jest mało znany, wiadomo jednak, że po Ostrogskich Jan Kuczewski herbu Poraj i jego żona Helena są dzierżawcami Rudy,
- Małachowskich od około roku 1869,

Jacek Małachowski dzierżawi Franciszkowi Ksaweremu Korwin-Kochanowskiemu Rudę dożywotnio co dzieje się do roku 1782,
po nim dobra Rudzkie należą do:
- Bartłomieja Morze skarbnika drohickiego i jego żony Zofii do 1813 roku,

- następnie majątek nabył Ignacy Korwin-Kochanowski bratanek Franciszka Ksawerego Korwin-Kochanowskiego,

Ignacy Korwin-Kochanowski nie cieszył się długo majątkiem, po upływie dwóch lat od zakupu zmarł.
- 11 września 1815 roku kontraktem kupna sprzedaży kupił Rudę Joachim Karczewski,
- 29 września 1829 Rudę nabywa Cyrjak Karczewski,
- 30 czerwca 1859 Rudę nabywa Patrycy Karczewski,
- 14 lipca 1860 r. od Patrycego Karczewskiego nabyli Rudę Antoni Herniczek i jego dwaj szwagrowie: Teofil Nowakowski i Józef Targowski (dziad polityka Józefa Targowskiego).

23 czerwca 1862 r. Teofil Nowakowski i Antoni Herniczek sprzedali swe części swemu szwagrowi Józefowi Targowskiemu, który zamieszkał w Rudzie wraz z żoną – Anną z Herniczków h. Kotwicz.
- 2 lipca 1881 r. otrzymała Rudę w spadku Maria Tarnowska, córka Józefa Targowskiego i Anny z Herniczków, a żona Czesława Tarnowskiego, syna Antoniego. Dobra były wspólne zapisane na obydwoje.

Po śmierci Czesława Tarnowskiego, sędziego i jednocześnie gminnego w Ćmielowie, Ruda została własnością jego syna Józefa Tarnowskiego – ten umiera śmiercią tragiczną zabity przez bandytów w roku 1907.
po jego śmierci Ruda zostaje własnością: 1) Tadeusza Dominika Tarnowskiego, 2) Zofji zamężnej za Stefanem Michałem Jaxa Maleszewskim, 3) Janiny zamężnej za Janem Bzuchowskim i 4) Kazimiery zamężnej za Ludwikiem Kiwerskim.”
- W 1907 r. nabył Rudę Kościelną książę Aleksander Drucki-Lubecki (wnuk Franciszka Ksawerego[6]) spłacając wszystkich spadkobierców.

- 17 maja 1931 r. po śmierci księcia Aleksandra sukcesję obejmuje córka księcia Maria Teresa Drucka-Lubecka primo voto Broel-Plater, secondo voto hr. Sobańska.

W 1945 na skutek reformy rolnej ziemia dóbr Rudzkich została rozparcelowana.

## Zabytki
- Na niewielkim wzniesieniu w centrum wsi, w otoczeniu okazałych lip wznosi się zabytkowy drewniany kościół wybudowany w 1766 r. dzięki ówczesnemu dziedzicowi Franciszkowi Korwin-Kochanowskiemu[8] i konsekrowany w tym samym roku przez biskupa krakowskiego Kajetana Sołtyka pod wezwaniem Zaślubin Maryi Panny[9]. Świątynię otacza kamienny mur z murowaną dzwonnicą i dzwonem odlanym w Gdańsku, w roku konsekracji przez Ernesta Fryderyka Kocha.

Kościół oraz ogrodzenie przykościelnego cmentarza zostały wpisane do rejestru zabytków nieruchomych (nr rej.: A.603/1-2 z 18.03.1957, z 15.04.1967 i z 16.06.1977).
- Cmentarz rzymskokatolicki z połowy XIX w. (nr rej.: A/604 z 10.06.1988)[10].
- W sąsiedztwie kościoła, w pięknym, starym parku znajduje się zespół dworski z XVII w., przebudowany w ubiegłym stuleciu. W dworku do niedawna mieściła się szkoła. Do zabudowań dworskich przylega gorzelnia z początku XX w., przykład budownictwa przemysłowego z początku minionego wieku, obecnie przekształcana w zajazd (własność prywatna).

Dwór, park z otaczającym go murem oraz gorzelnia zostały wpisane do rejestru zabytków (nr rej.: A/605/1-4 z 11.12.1957, z 6.09.1983 i z 27.05.1986).